# Casa consistorial de Segovia
La casa consistorial de Segovia es el edificio sede del ayuntamiento de la ciudad de Segovia (Castilla y León, España).

## Historia y características
La casa consistorial se encuentra sita en el número 1 de la Plaza Mayor de la ciudad. El autor del proyecto del edificio, de 1610, fue el arquitecto Pedro de Brizuela, que también tomó parte en la edificación de la catedral de Segovia. Construido hacia 1610-1620, pervive en él la sobriedad estructural del estilo herreriano de finales del siglo xvi. Anteriormente el ayuntamiento había tenido sus dependencias en casas alquiladas.